# 外星双傻
《外星双傻》（英語：ToeJam & Earl）是Johnson Voorsanger Productions开发，世嘉于1991年在Mega Drive平台发行的动作游戏。2006年，游戏上架任天堂Wii的Virtual Console。
《外星双傻》获得好评，UGO的Bill Paris称游戏「几乎获得评论界一致赞誉」。